# Liane Tooth
Liane Marianne Tooth (Sídney, 13 de marzo de 1962) es una exjugadora australiana de hockey sobre césped.

## Trayectoria
Tooth tuvo su primera participación olímpica en Los Ángeles 1984. En Seúl 1988 venció a Corea del Sur en la final y obtuvo la primera medalla de oro para la selección australiana. En los Juegos Olímpicos de Atlanta 1996 derrotó nuevamente en la final a Corea del Sur y ganó su segunda medalla de oro.